# NGC 7073
NGC 7073 est une galaxie spirale située dans la constellation du Capricorne. Sa vitesse par rapport au fond diffus cosmologique est de 5 240 ± 23 km/s, ce qui correspond à une distance de Hubble de 77,3 ± 5,4 Mpc (∼252 millions d'al). NGC 7073 a été découverte par l'astronome allemand Albert Marth en 1864.	
NGC 7073 est une galaxie dont le noyau brille dans le domaine de l'ultraviolet. Elle est inscrite dans le catalogue de Markarian sous la désignation MRK 899 (MK 899). NGC 7071 présente une large raie HI et elle renferme également des régions d'hydrogène ionisé.  Selon la base de données Simbad, NGC 7073 est une galaxie active de type Seyfert 2.